# Даубе, Ханнес
Ханнес Даубе (англ. Hannes Daube; род. 5 января 2000, Ньюпорт-Бич, Калифорния) — американский ватерполист, игрок сборной США. Бронзовый призёр летних Олимпийских игр 2024 года, двукратный чемпион Панамериканских игр. Участник летних Олимпийских игр 2020 и 2024 годов.

## Карьера
Ханнес Даубе окончил Университет Южной Калифорнии в 2022 году, с университетской командой он стал чемпионом Национальной студенческой спортивной ассоциации в 2018 году. В 2024 году Даубе выступал за хорватский клуб «Юг Дубровник».
С 2019 года Ханнес играет в национальной сборной США.
В финале Панамериканских игр 2019 года команда Соединенных Штатов обыграла Канаду, а Ханнес стал чемпионом Панамериканских игр. На Олимпийских играх 2021 года в Токио Даубе вместе со своей командой проиграл испанцам в четвертьфинале, а американцы на том соревновании стали шестыми.
На Панамериканских играх 2023 года сборная США, в составе которой играл Даубе, одержала победу, победив бразильцев в финальной встрече. Ханнес стал двукратным чемпионом Панамериканских игр.
На Олимпийских играх в Париже сборная США заняла третье место на групповом этапе. В четвертьфинале американцы выиграли у австралийцев по пенальти, а в поединке за третье место обыграли венгров также по пенальти. Даубе был одним из ведущих игроков сборной. В матче за третье место венграм забил гол и реализовал решающий пенальти в серии послематчевых штрафных.